# Oriol Vilanova

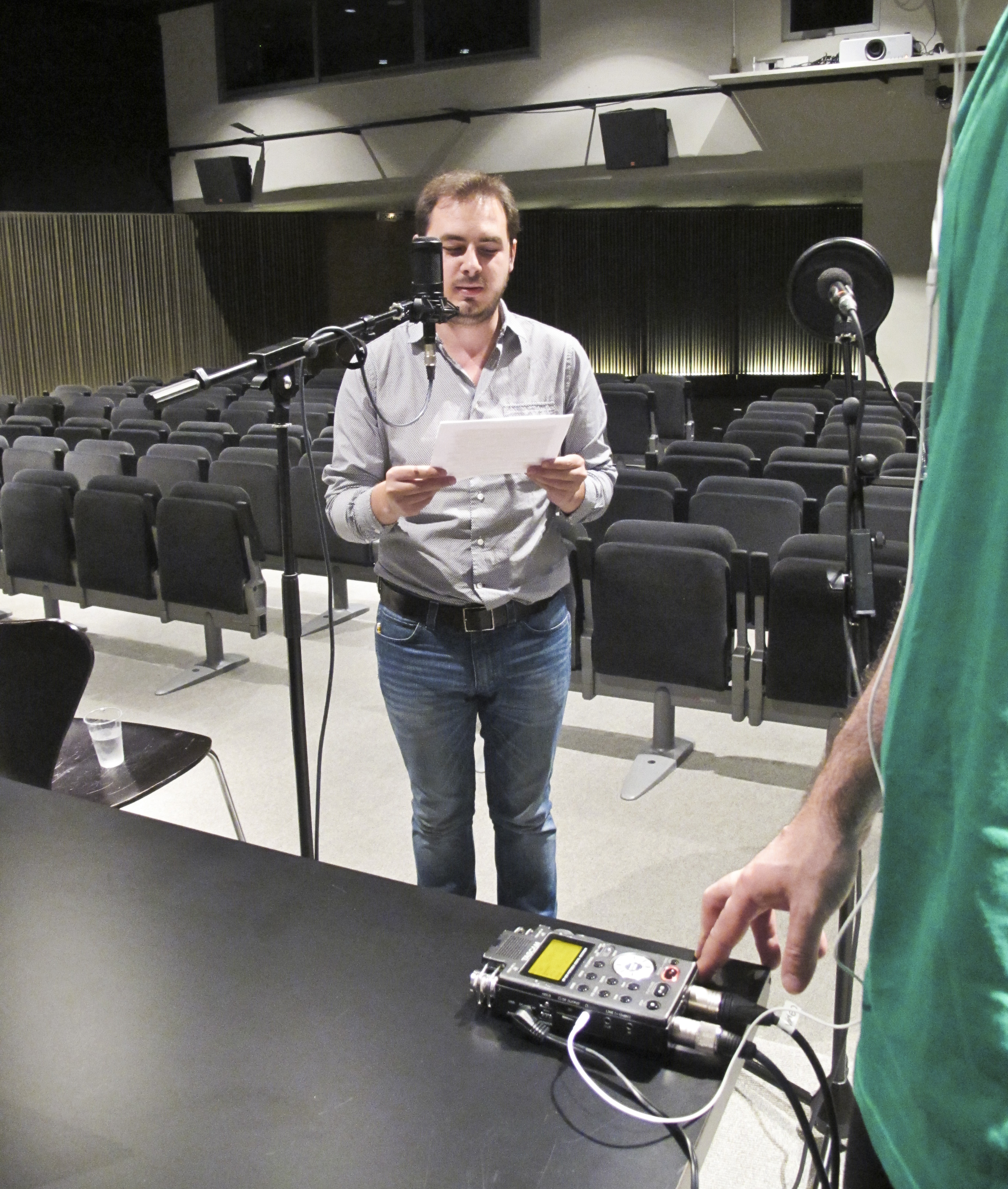
Oriol Vilanova en 2013, durante la grabación de una entrevista en el MACBA de Barcelona.

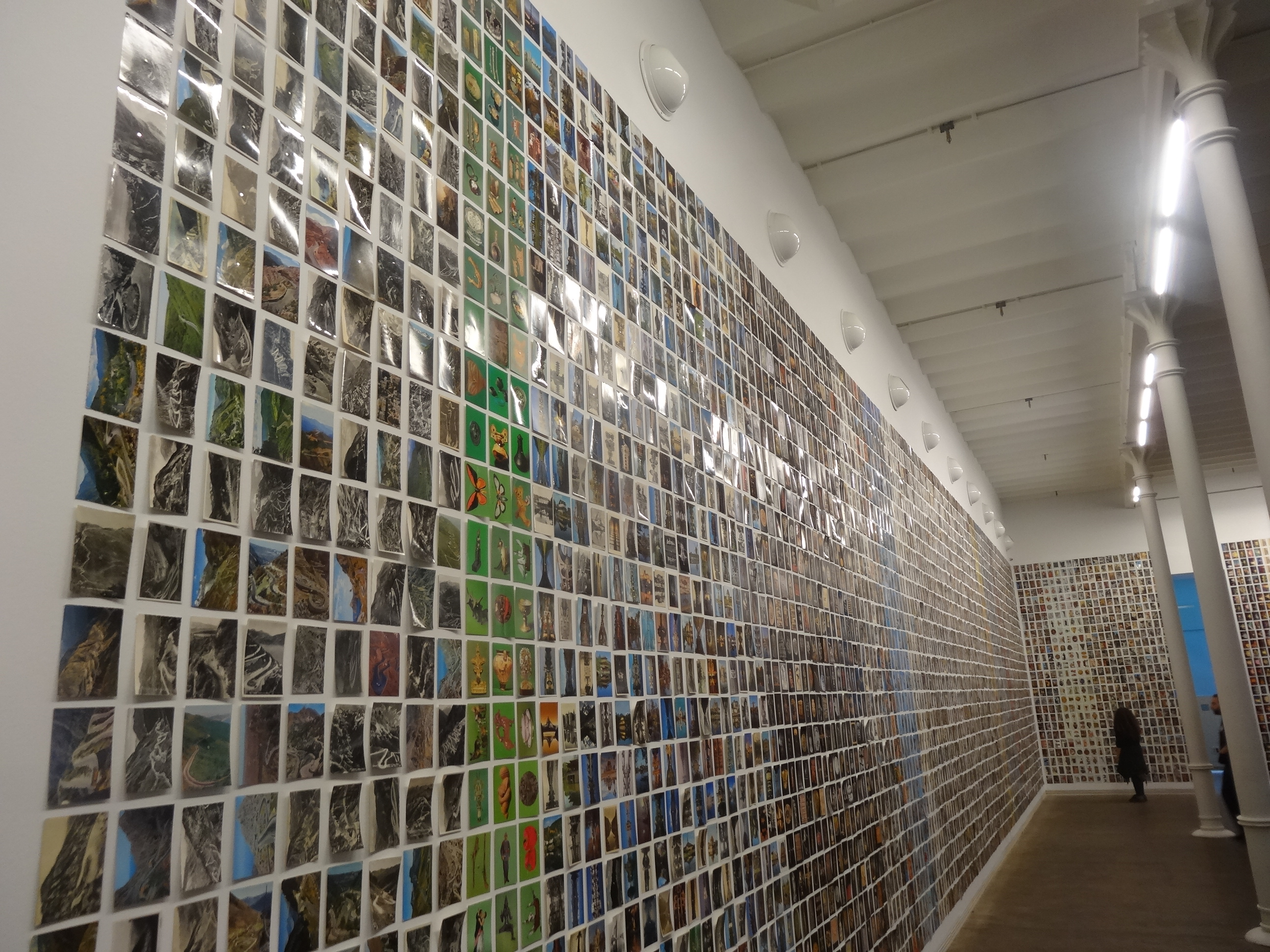
Vista parcial de Diumenge, exposición con la colección de postales de Vilanova en la Fundación Tàpies de Barcelona (2017).

Oriol Vilanova (Manresa, 1980) es un artista español afincado en Bruselas desde principios de la década de 2010.
Estudió en Barcelona y se licenció en Arquitectura por la Escuela Técnica Superior de Arquitectura (ETSA) de La Salle (Universidad Ramon Llull).
Está radicado en Bruselas. Ha realizado numerosas instalaciones artísticas, performances o libros de artista, pero su mayor celebridad se debe a su afición a las tarjetas postales, que adquiere en mercadillos y recolecta a modo de gran archivo o enciclopedia visual y que utiliza en sus exposiciones. En 2017 expuso 27000 (de las 30000 postales que en aquel momento componían su colección) en la Fundación Antoni Tàpies de Barcelona, con el título de Diumenge. En 2021 su colección de postales ascendía a las 121947 tarjetas.
Su obra forma parte de la colección de importantes museos, como la del MACBA de Barcelona.